# Iziaslav (Ucrânia)
Iziaslav (em ucraniano:   Ізя́слав; em russo:   Заслав; em polonês/polaco:   Zasław) é uma cidade da Ucrânia, situada no Oblast de  Khmelnytski. Tem 23,91 km² de área e sua população em 2020 foi estimada em 16.336 habitantes.